# Ingemar Eliasson
Elis Ingemar Eliasson, född 30 mars 1939 i Visnums-Kils församling i Värmlands län, är en svensk ämbetsman och politiker (liberal), Sveriges arbetsmarknadsminister 1980-1982 tillika energiminister 1981-1982. Han var landshövding i Värmlands län 1990–2002, Sveriges riksmarskalk 2003-2010 och kansler vid Kungl. Maj:ts Orden 2009-2018. 
Eliasson föddes in i en lanthandlarfamilj, som han själv betecknat som frisinnad. Efter realskola i Kristinehamn och handelsgymnasium i Karlstad fortsatte han till en civilekonomutbildning. Efter en tid som anställd i Hallstahammars kommun blev han sekreterare på Folkpartiets kansli i Stockholm. Efter ett år som Gunnar Heléns särskilde sekreterare blev han senare kanslichef.

## Politisk karriär
Efter regeringsskiftet 1976 blev Eliasson statssekreterare i Arbetsmarknadsdepartementet där Per Ahlmark blev statsråd och departementschef och 1978 efterträddes av Rolf Wirtén. Efter att Ingemar Mundebo lämnade posten som budgetminister tog Wirtén över denna post, och Eliasson flyttade efter fyra år som statssekreterare upp till posten som arbetsmarknadsminister. Mellan 1981 och 1982 hade han även ansvar för energifrågorna, sedan Carl Axel Petri lämnat dessa uppgifter sedan han blivit justitieminister.
Riksdagsvalet 1982 ledde till att de borgerliga partierna förlorade regeringsmakten. Eftersom Folkpartiets vid valet nästan halverade sitt röstetal, restes krav på att partiledaren Ola Ullsten skulle avgå. Partiets två vice ordförande, Birgit Friggebo och Eliasson, kom då överens om att bägge skulle stå till förfogande som partiledarkandidater. Eliasson uppgav, att han i grunden inte var intresserad av posten och inte heller ansåg sig lämplig för denna. Sommaren 1983 avgick partiledaren Ola Ullsten och det fanns fyra kandidater till partiledarposten: Bengt Westerberg, riksdagsgruppens ledare Björn Molin, tidigare statsråden Birgit Friggebo och Ingemar Eliasson. Vid partiets landsmöte i oktober 1983 blev Westerberg vald till partiledare. Vid valet hade han stöd av alla länsförbund men FPU förespråkade Björn Molin.
Eliasson var riksdagsledamot 1982–1990 och 1985–1990 Folkpartiets gruppledare i riksdagen. År 1989 lät han förstå att han var intresserad av ett nytt uppdrag innan mandatperiodens slut, och meddelade detta till Odd Engström, som då var det statsråd som hade hand om regeringens utnämningar. Han var därefter landshövding i Värmlands län 1990–2002.

## Arbetet vid hovet
Eliasson var riksmarskalk från den 1 september 2003 till 1 januari 2010. Han efterträddes av Svante Lindqvist. Därefter har Eliasson varit kansler vid Kungl. Maj:ts orden 2009-2018, med ”ansvar för vård och skötsel av det svenska ordensväsendet”.

## Utmärkelser i urval
- H.M. Konungens medalj i 12:e storleken med kedja (2010)[9]
- Sveriges Civilförsvarsförbunds medalj i guld (SCFGM)
- Karlstad kommuns förtjänstmedalj (KstadGM)[10]
- Folkpartiet liberalernas stora Karl Staaff-medalj i guld (FpstGM, 2010)[11]
- Storkors av Finlands Vita Ros' orden (StkFVRO)
- Storkors av Isländska falkorden (StkIFO, i samband med statsbesöket 2018)[12]
- Storkors av Chilenska Bernardo O'Higgins-orden (StkChilBO'HO)
- Storkors av Grekiska Fenixorden (StkGrFenO)
- Storkors av Luxemburgska Adolf av Nassaus civil- och militärförtjänstorden (StkLAdNassO, i samband med statsbesöket 2005)
- Storkors av Rumänska Kulturförtjänstorden (StkRumKfO)
- Kommendör av Finlands Lejons orden av 1:a klass (KFinlLO1kl)
- Kommendör av Lettiska Tre Stjärnors orden av 1:a klass (KLettSO1kl)
- Kommendör av Norska förtjänstorden (KNFO)
- Kommendör av Franska Hederslegionen (KFrHLO)
- Påvliga Heliga gravens ordens förtjänstkors av första klass (PåvlHGOFK1kl, 2017)[13]
- Hedersledamot av Vitterhetsakademien (HedLHA, 2009)[14]
- The Swedish Council of America's Great Swedish Heritage Award for promoting knowledge and understanding of the Swedish culture and the Swedish heritage in the United States (2006)[15]